# Jakob Fugger
Jakob Fugger, o Rico (em alemão:  Jakob Fugger von der Lilie) ou ainda Jakob II, (Augsburgo, 6 de março de 1459 - 30 de dezembro de 1525), foi o maior mercador, empresário e banqueiro da Europa. Nascido em Augsburgo, na Baviera, era descendente da família Fugger, de mercadores. Em poucas décadas, ele expandiu os negócios da família, com operações em todo o continente europeu. Começou os estudos com 14 anos, em Veneza, onde morou até 1487. Era ao mesmo tempo clérigo, mas nunca viveu em um monastério. Ele figura na lista de pessoas mais ricas da história moderna, ao lado de nomes como John D. Rockefeller e Andrew Carnegie.
A origem da riqueza da família pode ser rastreada até o mercado têxtil na Itália. A empresa cresceu rapidamente depois que os irmãos Ulrich, Georg e Jakob começaram a fazer transações com a Casa de Habsburgo, bem como a Cúria Romana, ao mesmo tempo que começaram mineração na região do Tirol. A partir de 1493 também começaram a extrair prata e cobre do Reino da Boêmia e do Reino da Hungria. Em 1525, passaram a extrair mercúrio de Almadén. Após 1487, Jakob se tornou o chefe dos negócios da família Fugger, que já tinha o monopólio na extração de cobre na Europa. O cobre da Eslováquia era transportado da Antuérpia até Lisboa e depois embarcado para a Índia. Jakob foi um dos financiadores da primeira e única expedição alemã para a Índia, em colaboração com uma frota portuguesa, entre 1505 e 1506, bem como a fracassada expedição espanhola para as Ilhas Molucas.
Pelo apoio que oferecia à dinastia dos Habsburgo, ele detinha grande influência na política europeia da época. Financiou a ascensão de Maximiliano I do Sacro Império Romano-Germânico e fez grandes contribuições para assegurar a eleição do rei espanhol Carlos I para se tornar imperador. Jakob também esteve por trás de casamentos que levaram a Casa de Habsburgo a assumir os reinos da Boêmia e Hungria.
Para assegurar seu nome e seu legado, ele fundou capelas e igrejas pela Alemanha, como a igreja de Santa Ana, em Augsburg, construída de 1509 a 1512, sendo a primeira igreja renascentista do país, onde estão os túmulos de Ulrich, Georg e Jakob. Fuggerei, uma comunidade católica ainda em uso, foi fundada por Jakob em 1521 e é o mais antigo em operação

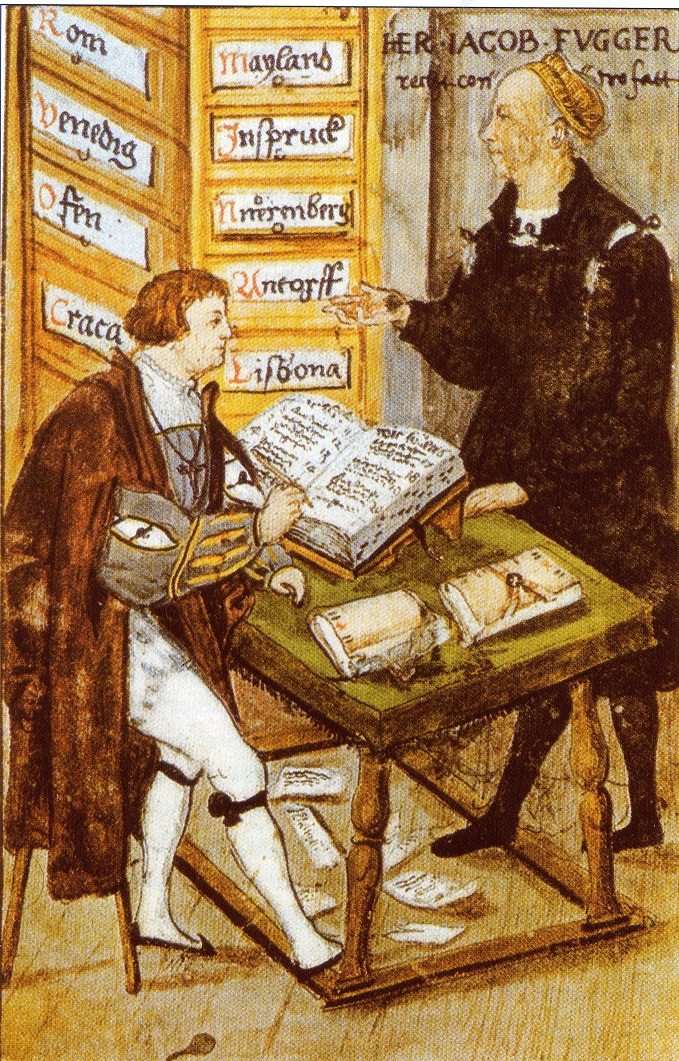
Jakob Fugger, com seu principal contador M.Schwartz. Ao fundo aparecem os dossieres das sucursais de seu banco. A obra, de 1517, está no Herzog-Anton-Ulrich-Museum da cidade alemã de Braunschweig

.

## Biografia

### Nascimento, educação e primeiros anos
Jakob Fugger nasceu em 1459, sendo o décimo entre os onze filhos de Jakob, o Velho (1398–1469) e sua esposa, Barbara Bäsinger (1419–1497), filha de Franz Bäsinger. Os membros da família Fugger, já na segunda geração de burgueses medievais de Augsburg, tinham se estabelecido como bem-sucedidos comerciantes na cidade. Hans Fugger, avô de Jakob, o Velho, se estabeleceu na cidade em 1367, tornando-se comerciante através do casamento e herdando uma considerável riqueza ao negociar tecidos com a Itália e logo se tornou um dos mais ricos de Augsburg.
Os irmãos mais velhos de Jakob, Ulrich (1441–1510) e Georg (1453–1506) criaram as bases para o crescimento da companhia na Europa. Por volta de 1470, eles fundaram manufaturas em Veneza e Nuremberg, importantes polos comerciais da época. Andreas e Hans, outros dois irmãos, morreram ainda jovens em Veneza. Seu irmão Markus era um clérigo e a partir de 1470 tornou-se escrivão papal em Roma, onde morreu em 1478. Seu irmão Peter morreu em uma epidemia em Nuremberg em 1473. Empréstimos ao imperador Frederico III dados por Ulrich Fugger foram o motivo pelo qual a família conseguiu um brasão de armas em 1473. O epiteto O Rico (em alemão:  von der Lilie) vem do brasão.

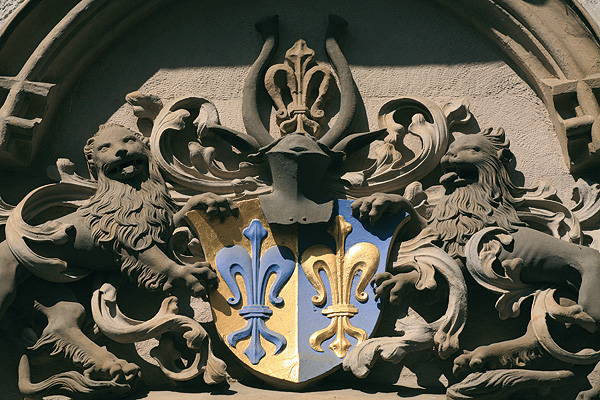
Brasão de armas dos Fugger, com a flor da família, dado em 1473

Até 2009, historiadores acreditavam que Jakob Fugger teria vivido como coroinha em uma igreja em Herrieden até os 12 anos. Um documento de um arquivo estatal austríaco mostra que Jakob já representava os negócios da família em Veneza em 1473, aos 14 anos. Outros historiadores mostraram que Jakob passou cinco anos na casa de mercadores alemães em Veneza, de 1473 e 1487. Pelo fato de a cidade ser um dos maiores polos financeiros e mercantis da época, era também o lugar ideal para Jakob aprender o ofício de banqueiro e comércio metalúrgico. Foi sua longa estada na Itália que auxiliou o estabelecimento da renascença na Alemanha, com construções patrocinadas pelos Fugger inspiradas em obras italianas.
Demonstrou grande capacidade para os negócios e associou a empresa às minas do Tirol, mediante a concessão de empréstimos permanentes ao arquiduque Sigismundo, em troca de fornecimentos de cobre e prata. Comerciante como os seus irmãos, ele aprendeu o método das partidas dobradas no porto de Veneza. Ele era conhecido em toda a Europa e usou parte da sua fortuna para emprestar dinheiro a governantes.
Jakob Fugger também provia exércitos mercenários de recursos monetários. Seus negócios impulsionaram o desenvolvimento do comércio internacional e o surgimento da imprensa. Por meio de seu representante Fernão de Noronha, ele foi o primeiro não-português a investir no Brasil, ainda em 1503. Jakob Fugger também teve destacado papel político: emprestou dinheiro a Casa de Habsburgo para financiar a eleição de Maximiliano I como imperador do Sacro Império.
Jakob Fugger, na administração de sua companhia, reduzia o poder de decisão dos diretores de suas filiais, reservando para si as decisões mais importantes. Fugger adotava o sistema das sucursais, ou seja, sem independência com relação à matriz, onde os seus diretores, sem estabilidade no cargo, recebiam bons salários, podendo aplicar parte de sua remuneração na empresa. Nestas sucursais mais afastadas, Fugger proibia algumas operações, como a venda a crédito.

## Os Fugger em Portugal
Os primeiros contatos da família de banqueiros com Portugal deram-se em 1493, quando o rei João II de Portugal solicitou a participação dos Fugger numa expedição ao Catai, viagem que no entanto não se realizaria. Foi sobretudo depois do regresso de Vasco da Gama da Índia, com o primeiro carregamento de especiarias, que surgiu o interesse de Jakob Fugger sobre o comércio português. Assim, depois dos Welsers e outros mercadores alemães obterem vários privilégios em Lisboa, mediante os convénios de 1503-1504 os Fugger instalaram em Lisboa uma feitoria para transações de especiarias.
Entretanto, o monarca português estabeleceu a sua feitoria em Antuérpia, para o abastecimento de produtos do ultramar, e os Fugger passaram a manter relações com Portugal por essa via. Nos anos seguintes, na sequência da questão das Molucas, deu-se uma quebra das relações diretas com Lisboa, que só seriam novamente incentivadas com Anton Fugger, líder da família após a morte de Jakob. O fim da intervenção dos Fugger nos negócios portugueses efetuou-se com os irmãos Philip Eduard e Octavian Secundus, que participaram no contrato de pimenta que, depois de ser quebrado por um dos seus representantes em Lisboa, seria feito, em 1585, entre vários mercadores de Rovelasca e Paris e Filipe II de Espanha (I de Portugal). Poucos anos depois, a condução dos interesses dos Fugger em Lisboa passaria para os seus representantes na cidade de Madrid.

## Casamento, sucessores, herança e morte

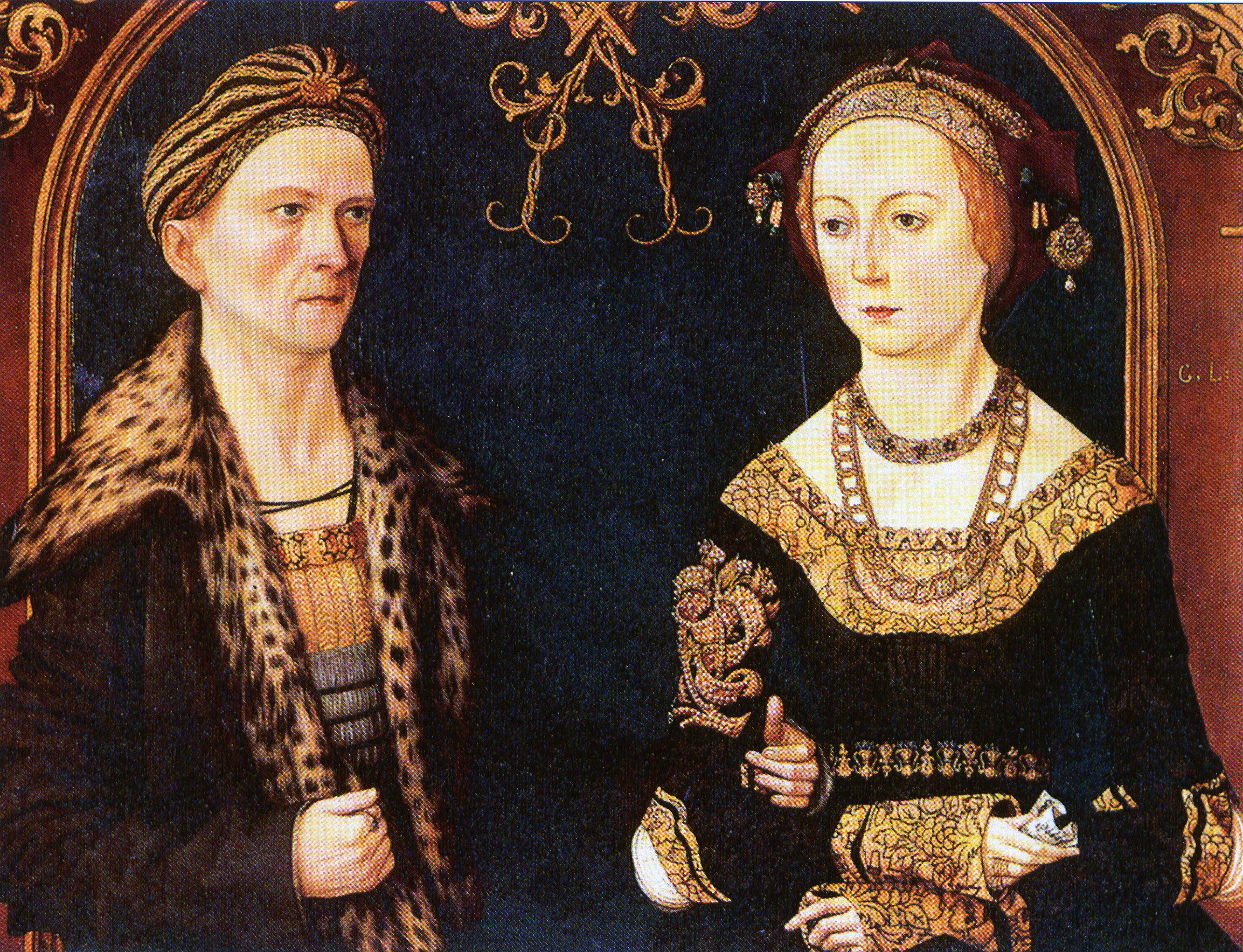
Retrato de Jakob Fugger e Sibylle Artzt, cerca de 1500

Em sua época, a atividade econômica era pequena. Os ricos viviam de suas terras e do trabalho dos camponeses, que recebiam proteção em troca. Fugger negociou direitos a mineiros em troca de seus empréstimos e, assim, conseguiu monopolizar o comércio de cobre e prata. Além disso, ele comercializou especiarias. Assim, foi um dos precursores do capitalismo.
Em 1498, com 40 anos, Jakob casou-se com Sybille Artzt, com 18 anos, filha de um grande comerciante de Augsburg. O casamento lhe deu a oportunidade de elevar sua posição social, levando-o a se sentar no conselho da cidade. Quatro anos depois, ele comprou joias para sua jovem esposa, mas as joias ficaram trancadas no porão da casa de Jakob, por medo da inveja alheia e de roubo. O casal não teve filhos. Sete semanas após a morte do marido, Sybille casou-se com um parceiro comercial de Jakob e se converteu ao protestantismo.
Jakob Fugger morreu em 30 de dezembro de 1525. Por não ter descendentes diretos, seus negócios foram entregues aos seus sobrinhos Raymund e Anton, que já dirigiam a empresa. Anton conseguiu duplicar a fortuna da família por volta de 1546.

## A fortuna e o legado de Jakob Fugger
Se estivesse vivo hoje, Jakob Fugger seria, calcula-se, mais rico que Bill Gates, Warren Buffet, Carlos Slim e Mark Zuckerberg juntos. O banqueiro alemão - apelidado de "O rico" - chegou a acumular, ao longo da vida, uma fortuna equivalente ao que hoje seriam US$ 400 bilhões (R$ 1,2 trilhão), segundo o biógrafo Greg Steinmetz.
Ex-editor do Wall Street Journal, Steinmetz considera Fugger o homem mais rico da história, e foi esse o título que deu ao livro que escreveu sobre o banqueiro em 2015.

Embora muitas pessoas levantem ressalvas à comparação da riqueza em diferentes períodos históricos, de uma coisa Steinmetz se diz seguro: "Jakob Fugger foi sem dúvida o mais poderoso banqueiro de todos os tempos", disse ele à BBC World Service, da BBC em espanhol.
"Os banqueiros estão acostumados a trabalhar nos bastidores", disse Steinmetz, sobre a baixa notoriedade do homem sobre quem escreveu.
Na avaliação de Steinmetz, nenhum banqueiro em toda a história teve tanta influência sobre o poder político como Fugger. "No Renascimento, a época em que Fugger viveu, o mundo era controlado por duas figuras: o imperador romano e o papa. E Fugger financiou os dois", diz o biógrafo.
"Fugger decidiu que o rei da Espanha, Carlos 1º, deveria ser o imperador de Roma e o fez vencer a eleição (com o nome de Carlos 5º)", disse ele. "Carlos 5º colonizou o Novo Mundo. A história não seria a mesma se não tivesse chegado ao poder."
Fugger sabia que a informação é valiosa e, portanto, queria acessá-la antes de seus concorrentes. Para isso, ele pagou mensageiros para trazer informações sobre a atividade comercial e política de diferentes cidades. Seus sucessores mantiveram a tradição e criaram o Fugger Newsletters, que alguns consideram um dos primeiros jornais da história.
Criou formas de financiar dinheiro que perduram até hoje. Os Médici, por exemplo, já tinham bancos naquela época, mas a Igreja Católica não permitia o pagamento de juros, por considerá-lo ganância. Fugger convenceu o papa Leão X - um cliente seu - a suspender essa proibição e começou a oferecer uma taxa de juros de 5% ao ano para os clientes que depositavam dinheiro no seu banco de Augsburg.
Ele propôs uma forma de financiar a catedral de São Pedro. A metade dos rendimentos foi destinada a esse fim e a outra metade ficava com ele.
Fonte: The Richest Man Who Ever Lived ("O homem mais rico que já existiu", em tradução livre) - Greg Steinmetz